# Agía Paraskefí Agías Marínis
Agía Paraskefí Agías Marínis (Agia Paraskevi) är en ort i Grekland.   Den ligger i prefekturen Nomós Lésvou och regionen Nordegeiska öarna, i den östra delen av landet, 280 km öster om huvudstaden Aten. Agía Paraskefí Agías Marínis ligger 27 meter över havet och antalet invånare är 137. Den ligger på ön Lesbos.
Terrängen runt Agía Paraskefí Agías Marínis är kuperad åt sydväst, men österut är den platt. Havet är nära Agía Paraskefí Agías Marínis österut.  Närmaste större samhälle är Mytilene, 7,0 km nordväst om Agía Paraskefí Agías Marínis. 